# Montesarchio
Montesarchio este o comună din provincia Benevento, regiunea Campania, Italia, cu o populație de 13.651 locuitori și o suprafață de 26,51 km².

## Demografie
Montesarchio - evoluția demografică

|  | Graficele sunt indisponibile din cauza unor probleme tehnice. Mai multe informații se găsesc la Phabricator și la wiki-ul MediaWiki. |

Date: Recensăminte sau birourile de statistică - grafică realizată de Wikipedia